# ГЕС Skjomen
ГЕС Skjomen – гідроелектростанція у північній частині Норвегії за два з половиною десятки кілометрів на південь від Нарвіку. Використовує ресурс зі сточища річок, котрі течуть як до Норвезького, так і до Балтійського морів.
Ресурс до головного дериваційного тунелю станції подається з двох напрямків – із водосховищ Iptovatn (припустиме коливання рівня поверхні між позначками 605 та 615 метрів НРМ) та Kjardavatn (рівень коливається в діапазоні від 589 до 615 метрів НРМ). 
Iptovatn є завершальною ланкою водозбірної системи, котра отримує ресурс зі сточища річки Skjomavassdraget, яка тече до затоки Skjomen – одного з південних відгалужень Ofotfjorden (саме озеро Iptovatn має природний стік через elv fra Iptovatnet ліворуч до Skjomavassdraget). Найвіддаленішим пунктом системи є водозабір на сховищі Норддален (коливання рівня між позначками 636 та 641 метр НРМ), розташованому на  правій притоці Skjomavassdraget річці Nordelva (при цьому частина ресурсу із верхів’я та правобережжя Nordelva надходить сюди через малу ГЕС Норддален потужністю 7,5 МВт). Далі тунель загальною довжиною біля 20 км прямує по лівобережжю Норддален (де з’єднаний з водозабором на її притоці Stasjonselva), перетинає Skjomavassdraget (підхоплюючи ресурс із розташованого на ній озера Kobbvatn), сполучається з водозабором на Kjøriselva (ліва притока Skjomavassdraget) та нарешті завершується в Iptovatnet. Перетину тунелю на ділянці до Kobbvatn становить 17 м2, після чого зростає до 23 м2. До Iptovatnet також подається вода по короткому – біля 1 км – каналу, прокладеному від водозабору на elv fra Rundtindvatnet (дренує озеро Rundtindvatnet та впадає ліворуч до Skjomavassdraget).
Водосховище Kjardavatn знаходиться на невеликій річці Storelva, котра так само тече до затоки Skjomen. Через тунель довжиною всього 0,6 км до нього подається вода із протоки, яка дренує озеро Middagsvatnet та приєднується ліворуч до Storelva трохи нижче за греблю Kjardavatn. Втім, основний ресурс Kjardavatn отримує зі сточища річки Siddisjaurevassdraget, лівої притоки Veitasatno, котра в свою чергу є лівою притокою Лулеельвен (впадає до Ботнічної затоки Балтійського моря). На Siddisjaurevassdraget розташоване водосховище Лангватн з площею поверхні 14,3 км2 та корисним об’ємом 296,5 млн м3, що забезпечується коливання рівня поверхні між позначками 630 та 673 метра НРМ. При цьому в Лангватн не створювали підпору за допомогою греблі, а натомість проклали тунель для здреновування водойми нижче природного рівня. Тунель має довжину біля 3,5 км, а протранспортована ним вода  потрапляє до розташованого нижче по течії Siddisjaurevassdraget озера Sitasjaure. Ця велика водойма майже повністю знаходиться на території Швеції та в межах проекту ГЕС Ritsem була перетворена на сховище із припустимим коливанням рівня між позначками 604 та 614 метрів НРМ. У зимовий період ресурс із Лангватн проходить транзитом через Sitasjaure до Kjardavatn (між двома останніми прокладений тунель довжиною понад 2,5 км), тоді як влітку вода спрямовується для роботи шведського каскаду у сточищі Лулеельвен.
Для видачі ресурсі від Iptovatn та Kjardavatn прокладені тунелі загальною довжиною біля 4 км, після зустрічі яких починається головний дериваційний тунель довжиною 8 км. На своєму шляху він також з'єднаний з коротким – біля 1 км – бічним відгалуженням, яке подає ресурс із водозабору на озері Durmalsvatnet, котре дренується короткою річечкою Urelva (впадає до затоки Skjomen поряд із устям Storelva).
Основне обладнання станції становлять три турбіни типу Пелтон потужністю по 100 МВт, які використовують напір у 606 метрів та забезпечують виробництво 119 млн кВт-год електроенергії на рік.
Відпрацьована вода майже одразу потрапляє до затоки Skjomen.